# Chapelle Saint-Sébastien de Bitche
La chapelle Saint-Sébastien se situe dans la commune française de Bitche et le département de la Moselle.

## Histoire
La chapelle est construite au XVe siècle dans le cimetière de la ville. En 1718, ce site étant considéré comme saturé, un nouveau cimetière est créé près de la chapelle de l'étang, et en 1757 le cimetière actuel, route de Sarreguemines, voit le jour. À partir de 1763, la chapelle ne joue donc plus son rôle essentiel de chapelle de cimetière, mais reste un lieu de pèlerinage à saint Sébastien. La chapelle ainsi que le cimetière sont rouverts après la Seconde Guerre mondiale pour les inhumations militaires.
La chapelle ainsi que la croix et la plaque funéraire sont inscrits à l'Inventaire topographique de la région Lorraine.

## Description
Dans le chœur, les statues de saint Wendelin et de saint Roch entourent celle de saint Sébastien. À l'intérieur se trouve la plaque funéraire de François Céron, maître cuisinier et aubergiste à Bitche, décédé le 21 novembre 1654 ou 1684. À l'extérieur se dresse une belle croix en bois qui date de la seconde moitié du XVIIIe siècle.